# Мимоза
Мимозата (Mimosa) е род храстовидни растения от семейство Бобови (Fabaceae), подсемейство Mimosaceae. Произхожда от Южна Америка, където може да достигне до 1 метър височина. Отглеждана в саксии не надвишава обикновено 40 – 50 cm. Има характерни фини, дълбоко нарязани листа и бодливи стъбла. Цъфти от юни до късна есен при благоприятни условия. Цветовете приличат на малки топчета и са розови или червени на цвят. Растението е известно с голямата си чувствителност дори при най-лек допир.

## Видове
- Mimosa aculeaticarpa
- Mimosa arenosa
- Mimosa asperata
- Mimosa borealis
- Mimosa casta
- Mimosa ceratonia
- Mimosa diplotricha
- Mimosa dysocarpa
- Mimosa emoryana
- Mimosa grahamii
- Mimosa hystricina
- Mimosa latidens
- Mimosa laxiflora
- Mimosa malacophylla
- Mimosa microphylla
- Mimosa nuttallii
- Mimosa pellita
- Mimosa pigra
- Mimosa pudica – Срамежлива мимоза
- Mimosa quadrivalvis
- Mimosa hystricina
- Mimosa roemeriana
- Mimosa rupertiana
- Mimosa schomburgkii
- Mimosa strigillosa
- Mimosa spegazzini
- Mimosa tenuiflora
- Mimosa texana
- Mimosa turneri
- Mimosa verrucosa